# Trasa N-S w Warszawie
Trasa N-S (Trasa NS, Trasa Północ-Południe) – planowana trasa w Warszawie.
Trasa N-S ma być bezkolizyjną trasą klasy drogi głównej ruchu przyspieszonego. Obecnie jedynym istniejącym odcinkiem jest początek trasy od węzła z Południową Obwodnicą Warszawy (S2) do ulicy Marynarskiej, posiadający oznaczenie drogi ekspresowej S79. Dalszy przebieg będzie prowadził głównie wzdłuż linii kolei radomskiej. Na węźle z ulicą Marynarską przejdzie z zachodniej na wschodnią stronę torów, następnie przetnie ulicę Woronicza, dalej po śladzie ulicy Drygały, przetnie ul. Żwirki i Wigury, Grójecką i Al. Jerozolimskie, przejdzie estakadą nad torami na Odolanach, przetnie ul. Wolską i Górczewską, przejdzie estakadą nad torami koło CH Wola Park i dojdzie do Trasy AK. Ewentualnym przedłużeniem Trasy N-S będzie nowa trasa wylotowa na Gdańsk – S7.
Zadaniem Trasy N-S będzie stworzenie połączenia pomiędzy północnymi a południowymi dzielnicami Warszawy – alternatywnego wobec pierwotnie planowanego ciągu ulic Obwodnicy Etapowej Warszawy, a zwłaszcza odciążenie ronda Zesłańców Syberyjskich i Al. Jerozolimskich.